# البحير (العصابة)
البحير بلدة موريتانية وإحدى بلديات ولاية العصابة.